# The Raging Wrath of the Easter Bunny
The Raging Wrath of the Easter Bunny var Mr. Bungles första demo. Den spelades in och mixades av Trey Spruance under hösten 1986.

## Låtförteckning
1. Grizzly Adams
2. Anarchy Up Your Anus
3. Spreading the Thighs of Death
4. Hypocrites
5. Bungle Grind
6. Raping Your Mind
7. Evil Satan
8. Sudden Death

## Genrer
- Noiserock
- Ska-Punk
- Hardcorepunk

## Musiker
- Mike Patton - Sång
- Trevor Dunn - Bas
- Trey Spruance - Gitarr
- Jed Watts - Trummor
- Theo Lengyel -  Altsaxofon
- Martin Fosnough - Mungiga